# Perley Gilman Nutting
Perley Gilman Nutting (22 de agosto de 1873 — 8 de agosto de 1949) foi um físico estadunidense.

## Carreira
Em 1910, Nutting juntou-se à equipe da Eastman Kodak Company antes da chegada do primeiro diretor de pesquisa da Kodak, Kenneth Mees, em 1912. Ele foi o autor do livro de 1912 Outlines of Applied Optics, que pedia um aumento nível de estudo acadêmico no campo da óptica aplicada. Em 1915, Nutting convocou uma série de reuniões entre os físicos de Rochester, Nova York, que resultaram na fundação da OSA em janeiro de 1916. 

Nutting mudou-se da Kodak para a Westinghouse Electric Company em 1917. Em 1924 ele voltou ao trabalho do governo, mudando-se para o United States Geological Survey, onde permaneceu até sua aposentadoria em 1943. Ele morreu em 8 de agosto de 1949.